# Али (Сома)
Али (фр. Hallu) насеље је и општина у североисточној Француској у региону Пикардија, у департману Сома која припада префектури Амјен.
По подацима из 2011. године у општини је живело 172 становника, а густина насељености је износила 44,68 становника/km². Општина се простире на површини од 3,85 km². Налази се на средњој надморској висини од 83 метара (максималној 91 m, а минималној 76 m).

## Демографија
| 1962. | 1968. | 1975. | 1982. | 1990. | 1999. | 2011. |
| ----- | ----- | ----- | ----- | ----- | ----- | ----- |
| 133   | 137   | 108   | 110   | 121   | 154   | 172   |

График промене броја становника у току последњих година